# János Jakab
János Jakab (ur. 23 lipca 1986 w Budapeszcie) – węgierski tenisista stołowy, olimpijczyk z Pekinu (2008).